# Elektrische Rheinfähre Godesberg-Niederdollendorf
Die Elektrische Rheinfähre Godesberg-Niederdollendorf wurde 1908 von der Werft Ewald Berninghaus in Duisburg für die am 21. März 1908 gegründete „Elektrische Fähre Godesberg-Niederdollendorf GmbH“ gebaut. Sie war die erste elektrisch angetriebene Fähre auf dem Rhein und verkehrte zwischen dem späteren Bonner Stadtteil Godesberg und dem späteren Königswinterer Stadtteil Niederdollendorf.

## Geschichte
Seit 1900 kaufte die Gemeinde Godesberg die Fährrechte der Niederdollendorfer Fährbetreiber auf, um einen modernen Fährverkehr zu errichten. Zuerst sollte eine Dampffähre gebaut werden, jedoch durch das 1907 errichtete Elektrizitätswerk entschied man sich für eine elektrische Fähre. Sie wurde bei der Duisburger Werft E. Berninghaus gebaut und lief am 30. Juni 1908 vom Stapel. Am 8. Juli fand die Jungfernfahrt mit geladenen Gästen statt, drei Tage später die erste offizielle Fährüberfahrt.
Die Fähre war bis zu ihrer Versenkung durch die Wehrmacht am 8. März 1945 in Betrieb. Einige Zeit später wurde das Wrack von der amerikanischen Besatzungsmacht gesprengt.
Die Rheinfähre Bad Godesberg–Niederdollendorf stellt heute diese Verbindung her.

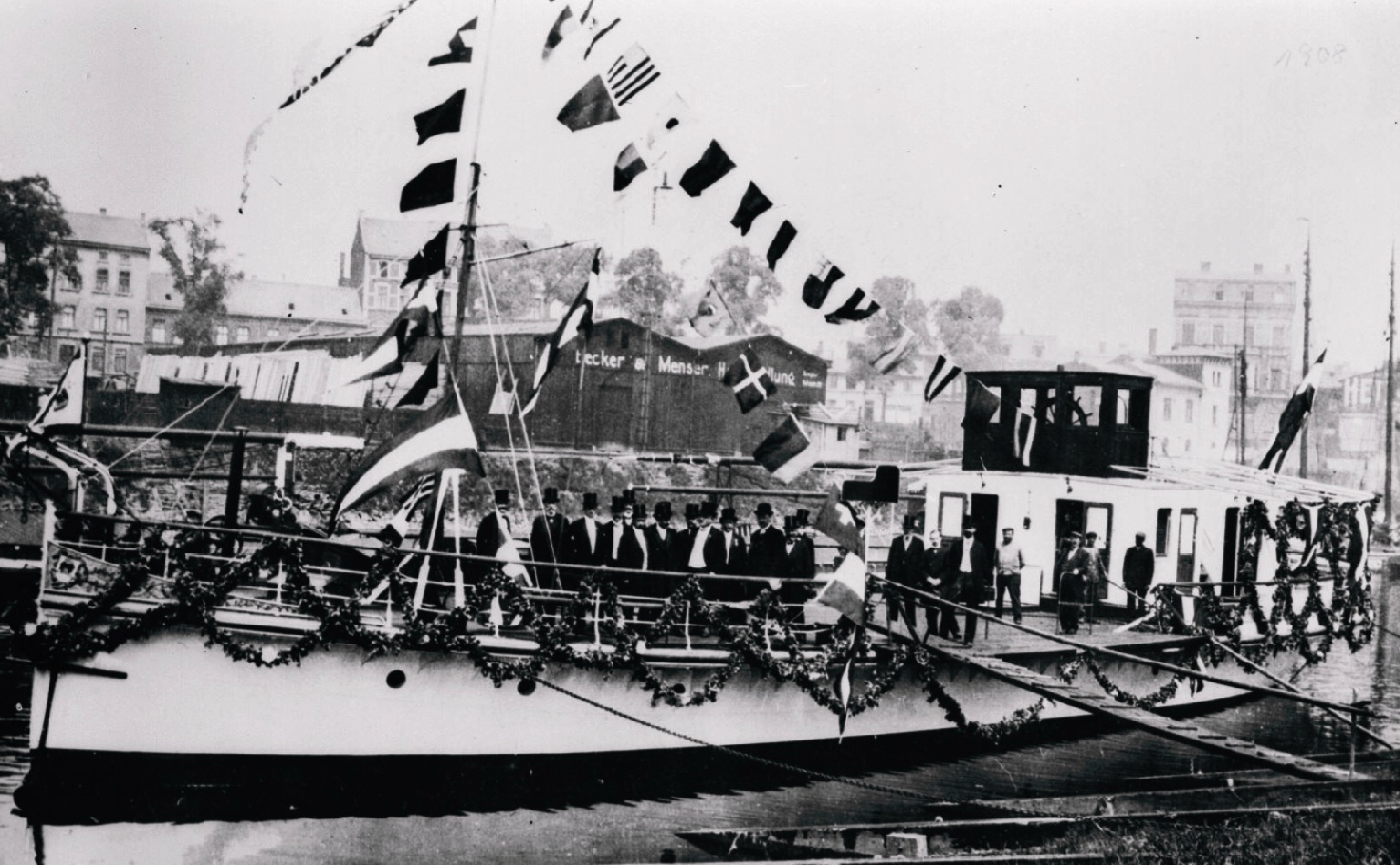
Stapellauf in Duisburg (1908)

## Konstruktion
Der genietete Eisenrumpf hatte eine Länge von 30 m und war auf dem Hauptspant 8,0 m breit. Das Deck hatte eine Breite von 9,5 m und war auf einer Länge von 15 m für Fahrzeuge nutzbar. Der Rumpf war von vorn nach hinten in Kollisionsraum, Mannschaftsunterkunft, Akkuraum und Maschinenraum unterteilt. Der Antrieb erfolgte mit zwei Elektromotoren auf zwei Propeller. Die Tragfähigkeit wurde mit 645 Personen angegeben. An beiden Seiten des Hauptdecks waren 9 m lange Klappen für das einfache Laden und Entladen der Fahrzeuge sowie das Ein- und Aussteigen angebracht, die von einem 3 PS starken Elektromotor bewegt wurden.
Die gesamte elektrische Einrichtung wurde von Felten & Guilleaume-Lahmeyer in Frankfurt am Main gebaut, die Akkumulatoren lieferte die Akkumulatorenfabrik AG Berlin aus Hagen. Die 160 Akkus lieferten eine Spannung von 200 Volt. Während der Wartezeiten am Steiger wurden die Akkus nachgeladen.
Auf dem hinteren Teil des Decks war ein Deckshaus für die Passagiere. Es war elegant im Wiener Stil ausgebaut und hatte zur Heizung einen Kaminofen. Auf dem Deckshaus stand das aus Teakholz gefertigte Ruderhaus.
Während der gesamten Dienstzeit wurde die Fähre immer wieder den gestiegenen Erfordernissen angepasst. Bis 1923 mussten die Akkus insgesamt fünfmal erneuert werden, wegen Verschleiß und auch da sie von der Besatzungsmacht zerstört wurden. 1929 wurde die Batteriekapazität um 50 % erhöht, um mehr und schnellere Überfahrten zu bewerkstelligen.